# Frank Bello
Frank Bello (Bronx New York, 9 luglio 1965) è un bassista statunitense membro della thrash metal band Anthrax.
In origine tecnico della band, nel 1985 ha sostituito Dan Lilker al basso sull'album Spreading the Disease. All'inizio del 2004 lascia gli Anthrax e si unisce agli Helmet, prima di tornare l'anno successivo.
Nel 2014, ha formato gli Altitudes & Attitude assieme a David Ellefson, il bassista dei Megadeth. I due sono gli unici componenti stabili e sono rispettivamente cantante/chitarrista e bassista. Nello 2024 viene ingaggiato dalla black metal band norvegese Satyricon per intraprendere il tour Europeo.
Bello suona generalmente con le dita, anche se, occasionalmente, utilizza un plettro, come nella cover Got The Time di Joe Jackson eseguita dagli Anthrax.
È nipote del batterista degli stessi Anthrax Charlie Benante.
Nel 2024 entra a far parte della band black metal norvegese "Satyricon " in veste di bassista live

## Equipaggiamento
Ad inizio carriera con gli Anthrax, Bello utilizzava bassi ESP, tipo Precision, in configurazione PJ con pickup EMG P e J. La ESP ha poi lanciato questa tipologia di basso come modello signature, tra la metà e la fine degli anni '80 solo per il mercato giapponese. Successivamente Bello è passato al modello ESP Surveyor, con la stesse caratteristiche ma con la paletta in tinta. Ad inizio anni '90 ha iniziato ad utilizzare bassi Fender e nel 2006 l'azienda americana ha introdotto sul mercato un basso signature, della serie Artist, secondo le specifiche richieste di Bello, il Fender Frank Bello Bass; lo strumento è rimasto in produzione fino al 2012. Nello stesso anno il bassista è diventato endorser della ESP e nel 2022 della Charvel. Nel 2024 è passato alla Spector che produce un signature in versione 5 corde.

## Discografia

### Con gli Anthrax

#### Album in studio
- 1985 - Spreading the Disease
- 1987 - Among the Living
- 1988 - State of Euphoria
- 1990 - Persistence of Time
- 1993 - Sound of White Noise
- 1995 - Stomp 442
- 1998 - Volume 8: The Threat Is Real
- 2003 - We've Come for You All
- 2011 - Worship Music
- 2016 - For All Kings

#### Live
- 1994 - The Island Years
- 2004 - Music of Mass Destruction
- 2005 - Alive 2

### Con gli Altitudes & Attitude
- 2014 – Altitudes & Attitude